# 孙德汉
孙德汉（1950年11月—2020年9月11日），汉族，山东烟台人，中华人民共和国政治人物。曾任山东省青岛市政协主席。第十一届全国政协委员，第八、九届全国人大代表。

## 生平
早年在牟平县中学任教。文化大革命结束后，任牟平县养马岛公社党委书记。1983年毕业于曲阜师范学院，1984年1月当选牟平县县长。1986年11月，调任中共蓬莱县委书记，时年36岁，为当时山东最年轻的县委书记之一。1990年，任烟台经济技术开发区工委书记、管委会主任。1993年当选第八届全国人大代表。1994年负责筹建山东航空公司，担任董事长兼总裁、党委书记。2002年4月，当选滨州市市长。同年12月任市委书记。2003年2月23日，当选滨州市第八届人大常委会主任。2008年1月7日，当选滨州市第九届人大常委会主任。2008年1月9日，当选青岛市政协主席。同月当选第十一届全国政协委员，代表特别邀请人士，分入第五十七组。2012年3月卸任。退休后，担任山东航空产业协会理事长、中国航空运动协会副主席等职。
2020年9月11日凌晨3时08分在青岛逝世。